# Radio 3fach
Radio 3FACH ist ein nichtkommerzielles Lokalradio in Luzern. Es ist zusammen mit fünf weiteren komplementären Radios Mitglied des Verbands Corall (komplementäre Radio Allianz). 

## Geschichte
Die Idee zu einem nichtkommerziellen Jugendradio entstand bereits 1992 unter Schülern der Kantonsschule Alpenquai Luzern. Treibende Kraft hinter dem Projekt war der Schüler Attila Revesz. 1994 erteilte das Bundesamt für Kommunikation (BAKOM) eine Kurzkonzession von 30 Tagen. Während dieses Monats wurden über eine provisorische Antenne die ersten Sendungen von 3FACH gesendet. Die grosse Resonanz aus der Bevölkerung bewegte Attila Revesz dazu, mehr aus dem Schulprojekt machen zu wollen. Ein erstes Gesuch auf eine weitere Frequenz für den Raum Luzern und damit eine definitive Konzession wurden durch das BAKOM abgelehnt.
1996 genehmigte der Bundesrat, aufgrund der Aktivitäten des Jugendradios 3FACH, für den Raum Luzern einen weiteren Radiosender. Die neue Konzession wurde öffentlich ausgeschrieben. Im Dezember 1997 erteilte das BAKOM Radio 3FACH die Konzession für das erste Jugendradio der Schweiz und Europas.
Seit dem 17. Oktober 1998 ist Radio 3FACH mit einem Vollprogramm auf Sendung.
2006 erhielt Radio 3FACH den Kulturpreis von Stadt und Kanton Luzern für das grosse Engagement im Bereich der Kulturvermittlung.
2012 erhielt der Sender den Anerkennungspreis des Kunst- und Kulturpreises der Stadt Luzern.

## Zielpublikum und Programm
Radio 3FACH spielt vor allem Musik, welche Personen zwischen 13 und 30 Jahren ansprechen soll. Im Gegensatz zu kommerziellen Radiostationen auch viel Alternative Rock, Electronica und Hip-Hop. Dazu kommen Diskussionen, Interviews und Infos vor allem aus der Region. Besonderen Wert legt das Radio auf die Förderung lokaler und nationaler Musikbands und auf das übrige kulturelle Schaffen der Region Luzern. Jeden Abend sind Musikspecials zu verschiedenen Genres im Programm.
Regelmässig tritt der Sender auch als Veranstalter von öffentlichen Konzerten, Podien oder Kunstprojekten auf. Seit 1996 organisiert Radio 3FACH zusammen mit dem Schwester Verein Openair Lidowise das Gratis Openair Funk am See, das jeden zweiten Sommer auf der Lidowiese Luzern stattfindet und bis zu 15'000 Zuschauer anzieht. Auch an der eigenen Stadtlounge Bar Volière auf dem Inseliquai finden zwischen April und September zahlreiche Veranstaltungen statt.

## Organisation
Der Sender ist als Verein organisiert. Ein Radiorat aus 11 Mitgliedern ist für die Qualitätssicherung zuständig. Die vier Geschäftsleitungsmitglieder sind: Ilayda Zeyrek (Programm und Redaktion), Priya Kumar (Musik), David Stöckli (Marketing und Kommunikation), und Felix Wannemacher (Vorsitzender der Geschäftsleitung). 
Das Programm gestalten und moderieren Jugendliche zwischen 15 und maximal 25 Jahren. Die selbstauferlegte «Altersguillotine» besagt, dass man bis zum Alter von 25 moderieren und bis maximal 30 Jahre in der Geschäftsleitung arbeiten kann. Da die Mitarbeitenden in relativ jungem Alter viel Verantwortung übernehmen, prägen diese die Entwicklung des Senders stark. 3FACH gilt als Sprungbrett für junge Talente: Zahlreiche ehemalige Mitarbeitende arbeiteten nach ihrer 3FACH Zeit in anderen Medienhäusern wie dem Schweizer Radio und Fernsehen oder Radio Pilatus oder auch für Kulturbetriebe wie den Stanser Musiktagen, dem Comic-Festival Fumetto oder dem Kulturzentrum Südpol.
Als Ombudsstelle dient die Ombudstelle rtv – der Radio und Fernsehveranstalter der deutschen und rätoromanischen Schweiz. Ein so genannter Radiorat, der sich aus im Medienbereich tätigen Personen der Stadt Luzern zusammensetzt, dient dem Vereinsvorstand als zusätzliches, beratendes Organ. 

## Funk am See
Das Funk am See ist ein Openair, das alle zwei Jahre im August auf der Lidowiese vor dem Verkehrshaus Luzern stattfindet. Wie Radio 3FACH, ist das Funk am See eine Idee des 3FACH-Gründers Attila Revesz. Bevor Radio 3FACH seinen eine Konzession erhielt und damit seinen Betrieb aufnehmen konnte, versuchte Revesz mit Konzerten und Partys den Namen 3FACH bekannt zu machen. Eine dieser Veranstaltungen war das Funk am See, das 1996 erstmals stattfand. Seit dem Jahr 2000 ist der Eintritt zum Openair gratis.
Um das finanzielle Risiko des Openairs vom Radiobetrieb zu trennen und Radio 3FACH finanziell zu schützen, wurde 2006 der Verein "Openair Lidowiese" gegründet. Das Funk am See wird seither von diesem Verein durchgeführt. Die Gewinne werden zurückbehalten und projektbezogen an Radio 3FACH ausbezahlt. 2009 erhielt das Funk am See den Anerkennungspreis der Albert Koechlin-Stiftung, welcher mit 60’000 Franken dotiert ist.

## Kick Ass Award
Seit 2001 verleiht Radio 3FACH jedes Jahr an einer Award-Show den "Kick Ass Award". Den Award für den besten Zentralschweizer Song gewinnt einen Wanderpokal und ein Preisgeld. Die bisherigen Preisträger sind: 
- 2023: manon - "au lac"
- 2022: Losus Reynosos - "Flowers"[8]
- 2021: Binary Sunset - "Ne t’inquiète pas"[9]
- 2020: GeilerAsDu - "Hologramm"[10]
- 2019: Haubi Songs - "Stars"[11]
- 2018: Effe - "Benzin"[12]
- 2017: The Youngest - "TonTonshit"[13]
- 2016: TBRW & Little Miss Sunshine - "Chollo"[14]
- 2015: Hanreti - "The Thrill Is Gone"[15]
- 2014: Pink Spider - "Bucket of Tears"[16]
- 2013: Moskito - "Fallschirm"[17]
- 2012: Cancel the Sky - "Who Am I"[18]
- 2011: Baba Uslender und Soldat93 - "Bitte Spitte"[19]
- 2010: Alvin Zealot - "Bricks Over Bricks"[20]
- 2009: Dans la Tente - "Streetlights"[21]
- 2008: Henrik Belden - "I Will Come Back Some Day"[22]
- 2007: Mothers Pride - "Old Enough To Die"[23]
- 2006: 7 Dollar Taxi - "Jurassic Head"
- 2005: Neviss - "Kings on the Run"
- 2004: Flink - "On the Outside of Love"
- 2003: Highfish - "Riptide"
- 2002: Zeugen Utopia - "Supermann"
- 2001: Made in Mind - "Tell me"

## Sendegebiet
Das Radio verfügt über die beiden Sender Hubelmatt (Schulhaus) und KVA Ibach (Kehrichtverbrennungsanlage). Von diesen Sendern aus kann es in der Stadt Luzern und den nahen Agglomerationsgemeinden empfangen werden. Über Kabel ist es in zahlreichen Gemeinden des Kantons Luzern zu hören. Dazu in mehreren Gemeinden der Kantone Schwyz und Zug. Ebenfalls kann in fast allen Gemeinden im Kanton Nidwalden (Kabelnetz Nidwalden) und in Obwalden (UPC Schweiz) Radio 3FACH per Kabel empfangen werden. Alle Empfangsfrequenzen sind auf der Homepage des Senders aufgeführt.
Der Sender verfügt über ein Sendestudio und zusätzlich zwei Produktionsstudios.

### DAB+
In folgenden DAB+ Regionen:
- Zentralschweiz
- Zürich

### UKW
- Sender Hubelmatt (Allmend), 97,7 MHz FM (UKW): Luzern, Horw, Kriens, Teile von Nidwalden, Hergiswil
- Sender KVA Ibach (Emmen), 96,2 MHz FM (UKW): Emmen, Emmenbrücke, Littau, Luzern (Maihof, Wesemlin), Rothenburg, Buchrain, Root

### Kabelfrequenzen
- 94,80 MHz: Luzern (nicht modernisiert)
- 89,30 MHz: Luzern (modernisiert), Kriens, Horw, Adligenswil, Dierikon, Emmen, Ebikon, Littau, Buchrain, Beromünster, Perlen, Dietwil, Eschenbach, Inwil, Alpnach, Giswil, Hergiswil (NW), Kerns, Lungern, Sachseln, Sarnen, Stalden, Vitznau, Weggis, Gersau
- 99,10 MHz: Rothenburg, Rain
- 96,00 MHz: Hellbühl, Sempach, Sempach-Station, Ruswil, Neuenkirch, Hildisrieden, Buttisholz
- 89,30 MHz: Kriens (Dattenberg, AGD)
- 89,30 MHz: Beromünster
- 96,75 MHz: Kanton Zug (ausgenommen Sendegebiet der Stadtantenne Baar: Baar, Inwil, Blickensdorf und Sihlbrugg)
- 96,75 MHz: Ballwil, Ebertswil, Gisikon, Hausen, Hochdorf, Honau, Kappel, Maschwanden, Rifferswil, Risch-Rotkreuz, Root
- 96,20 MHz: Malters